# 馬漢 (電影)
《馬漢》（英語：Mahaan）是一部2022年印度泰米爾語動作驚悚片，由卡錫克·蘇布拉編導，維克拉姆、西姆蘭、杜魯夫·維克拉姆及鮑比·辛哈主演。電影劇情圍繞著甘地·馬漢（Gandhi Mahaan，維克拉姆飾演）從商科教師轉變為酒業大亨的旅程展開；甘地·馬漢的成功來自違反了原則並拋棄了家人，導致酒業生涯出現了轉折——疏遠的兒子達達拜·納羅吉（Dadabhai Naoroiji）長大後成為了極端的甘地主義者，發誓要向甘地·馬漢報仇。
本片是維克拉姆出演的第60部電影，曾暫定名為《奇亞安60》（Chiyaan 60）。電影的配樂曲目由桑托什·納拉亞南譜寫，而施雷亞斯·克里希納（Shreyaas Krishna）擔任攝影指導，維維克·哈尚負責剪輯。劇組2021年3月10日展開本片的主要拍攝。幾天後，拍攝因COVID-19疫情影響而停止，直到2021年7月6日恢復並在2021年8月14日宣告殺青。COVID-19影響了本片的製作，導致部分片段因無法如期完成而被刪除。這些刪減鏡頭直到電影發行的100天後由官方在網上釋出。
《馬漢》2022年2月10日在Amazon Prime Video上串流發行，受到影評界及觀眾的好評。

## 劇情
1968年，禁酒活動家莫漢多斯的12歲兒子甘地·馬漢與自己相反，沉迷於賭博。甘地總是幫助朋友沙迪亞文·「沙迪亞」·蘇賽亞潘贏得與「格納南」格納南達亞姆的牌局。有一次，沙迪亞不斷失敗，並與甘地對質，甘地告訴他，格納南綁架了自己的狗「小丑」，所以別無選擇。孩子們發生爭執並鬥毆，父母們介入。莫漢多斯讓甘地許諾，以後將領導禁酒運動，並當個「偉人」（Mahaan）。
1996年，40歲的甘地是當地政府學校的商科教師，與那智結婚並育有一子達達。生日那天，甘地在寺廟遇見一名乞丐；乞丐告訴他，甘地過著像世上95%的人一樣，過著堅守道德或原則的生活，但無法像世上5%的人那樣過著無拘無束的生活。隔日，那智帶著達達與朋友們要去蒂魯帕蒂旅行，甘地藉此充分享受個人生活。他去了一家酒吧，遇見了一位老學生拉克什·「洛基」·克里斯多夫，對方決定幫助甘地實現夢想。洛基原來是酒吧老闆沙迪亞的兒子，在幫助沙迪亞贏了牌局後認出了彼此。第二天早上，甘地回到家，那智發現丈夫喝酒，違反了家裡從不喝酒的規定，於是氣得帶著達達回娘家，最後搭火車前往北方。甘地決定與沙迪亞和洛基住在一起，並提議出售沙迪亞父親釀造的酒，並將品牌命名為「蘇拉」（Sooraa）。
1998年，甘地、沙迪亞和洛基都因銷售酒而致富，並計劃成立組織，期望在泰米爾納德邦的酒吧里只能出售他們的飲品。其中一名成員反對並攻擊他們，但甘地將他們全部擊退。這件事讓沙迪亞變得偏執，並建議他們停止賣酒。2003年，甘地、沙迪亞和洛基成為社會上有影響力的人物。但泰米爾納德邦政府宣布，只有經過批准的酒類才得以在酒吧出售，隨著這一事態的發展，他們決定拜訪一名黨員——格納南，並認出了對方就是他們的兒時玩伴。經由格納南的幫助，蘇拉獲得了政府的出售批准。
2008年，甘地成為億萬富翁，一夥人在泰米爾納德邦經營酒業黑手黨，使印度中央調查局（CBI）努力尋找證據來逮捕他們。在洛基的婚禮上，格納南向甘地提議，他可藉由清除地區專員來讓他們生產泰米爾納德邦的全部酒類，壟斷業界；甘地同意，並讓手下完成了暗殺。格納南隨後會見了沙迪亞和甘地，並提議他們以不同的品牌生產所有低品質的酒，沙迪亞察覺異常；甘地向沙迪亞承認他們殺死了專員，此事令沙迪亞無法接受，拒絕簽約，甘地順從。格納南氣得決定取消蘇拉許可證，但甘地利用格納南拒絕認親的私生子安東尼勒索他恢復許可證。
2016年，甘地受同夥麥可邀請參加一場節慶活動，並與成年的兒子達達相認。但達達槍殺了麥可，並告訴甘地，身為警隊的自己被格納南任命執行消滅酒業黑手黨的任務，更保證會殺了父親外的其他人。格納南無視甘地的請求，達達則帶走並殺死了安東尼。憤怒的洛基試圖找出殺害安東尼和麥可的兇手，甘地被迫向洛基透露對方是自己的兒子，而對此無能為力。洛基試圖以乾兄長的身份說服達達，但被對方槍殺。甘地重傷了達達，決定不向沙迪亞透露此事。他到那智的新家拜訪她，兩人和解並讓那智說服達達，但無濟於事，然後她搬進甘地的房子。
格納南得知達達是甘地的兒子後，綁架了達達，只有甘地殺死沙迪亞他才會放人。沙迪亞得到一段達達殺死洛基的影片，認出了當時在場的甘地，令甘地說出了真相。憤怒的沙迪亞執意要殺死達達，甘地被迫殺死了沙迪亞及其手下。甘地前往一個偏遠地區，燒毀了和沙迪亞第一次合作買的汽車。達達接走了甘地，透露自己其實與格納南合作，希望甘地殺死沙迪亞，所以把監視器影片發給了他。甘地之後擬定了計畫，告訴那智也被格納南綁架，並讓達達去拜訪格納南並殺死對方。實際上，那智一直待在甘地家，並要僕人用一杯加入大麻球的飲品令那智進入深度睡眠。
達達槍殺格納南後，甘地透過電話透露，自己已銷毀了家裡所有的酒，並將所有財產捐給助人戒毒的非政府組織，同時關閉了所有工廠。不過，那智從來沒有被綁架，只是自己利用此機會讓達達被逮捕，並教導他：生活中，一切都要平衡，任何事情都不應該走向極端。甘地最後透露，自己終於成為了「偉人」。

## 演員
- 維克拉姆飾演甘地·馬漢（Gandhi Mahaan）[3]
  - 拉加萬（英语：Raaghavan）飾演年幼的甘地·馬漢
- 西姆蘭（英语：Simran (actress)）飾演「那智」那奇亞爾（Naachiyaar "Naachi"）[4]
- 杜魯夫·維克拉姆（英语：Dhruv Vikram）飾演「達達」達達拜·納羅吉（Dadabhai Naoroji "Dada"）[3]
- 鮑比·辛哈（英语：Bobby Simha）飾演沙迪亞文·「沙迪亞」·蘇賽亞潘（Sathyavan "Sathya" Soosaiyappan）[5]
- 桑南斯（英语：Sananth）飾演拉克什·「洛基」·克里斯多夫·蘇賽亞潘（Rakesh "Rocky" Christopher Soosaiyappan）[4]
- 穆圖·庫馬爾（Vettai Muthukumar）飾演「格納南」格納南達亞姆（Gnanodayam "Gnanam"）[4]
  - 森巴魯蒂·桑傑（Sembaruthi Sanjay）飾演年幼的格納南
- 阿杜卡拉姆·納倫（英语：Aadukalam Naren）飾演莫漢多斯（Mohandoss，客串）[6]
- 拉馬錢德蘭·杜雷拉傑（英语：Ramachandran Durairaj）飾演馬尼卡姆（Manickam）
- 巴拉吉·薩克蒂維爾（英语：Balaji Sakthivel）飾演蘇賽亞潘（Soosaiyappan，客串）
- 加賈拉吉飾演拉賈維爾（Rajavel）
- 蘇巴特拉·羅伯特（Subatra Robert）飾演提拉古·蘇賽亞潘（Thilagu Soosaiyappan）
- 迪帕克·帕拉梅什（英语：Deepak Paramesh）飾演安東尼（Anthony）[7]
- 瓦尼·博揚（英语：Vani Bhojan）飾演曼蓋（Mangai，鏡頭刪減）[8][9]

## 製作

### 發展
據2020年6月的報導，卡錫克·蘇布拉將執導由維克拉姆主演的黑幫電影，暫定名為《奇亞安60》（Chiyaan 60）。起初，維克拉姆在2016年拍攝《雙面人》期間，根據蘇布拉單獨敘述的一句台詞而答應出演，但後來他因要忙於其他項目，而無法按時詮釋角色。蘇布拉在拍攝《黑白世界》（2021年）時，維克拉姆同意按照他之前計劃的蘇布拉劇本拍攝《奇亞安60》，製作該演員的《眼鏡蛇》（2022年）的七幕製片室的S·S·拉利特·庫馬爾（S. S. Lalit Kumar）同意資助該項目。該片象徵著維克拉姆繼《傑米尼》（2002年）及《亡灵勇士》（2008年）後重返拍攝黑幫電影。拉利特·庫馬爾2020年6月8日正式宣布了該項目，維克拉姆之子杜魯夫也將在片中飾演關鍵角色。蘇布拉利用COVID-19封鎖期來開發電影劇本，並計劃在封鎖結束後才開始拍攝。《奇亞安60》據傳類似導演先前的《終極舍監》（2019年），是以復仇為主的電影。2021年8月20日，該片正式片名公布為《馬漢》（Mahaan）。
電影宣布後不久，阿尼魯德·拉維昌德被選中譜寫本片的配樂，這是他繼《終極舍監》之後與蘇布拉的第二次合作。自《冷酷的心》（2014年）以來與蘇布拉多次合作的施雷亞斯·克里希納（Shreyaas Krishna）受聘擔任本片的攝影指導，維維克·哈尚則已簽約擔任剪輯師。阿尼魯德因行程滿檔而選擇退出該項目，並由常與蘇布拉合作的作曲家桑托什·納拉亞南取代之。

### 選角
製片方2021年3月10日起宣布了主演陣容及工作人員，西姆蘭是首先被宣布的演員。3月12日，鮑比·辛哈被官方宣布加入演出陣容，成為他與蘇布拉的第六次合作。隔日，瓦尼·博揚據報導已確認參演，在片中飾演維克拉姆的愛人；但她的戲份因拍攝不完全而未納入最終剪輯。演員桑南斯和穆圖·庫馬爾（Vettai Muthukumar）隨後被媒體證實參演。音響設計師昆瑙·拉詹（Kunal Rajan）被官方宣布加入本片的技術團隊，同時著名特技編排家超級蘇巴拉揚之子迪內什·蘇巴拉揚（Dinesh Subbarayan）也加入劇組擔任特技指導。

### 拍攝
蘇布拉將科代卡納爾確定為本片的主要拍攝地，並配合維克拉姆對《眼鏡蛇》和《龐妮·塞爾文》（2022年）的承諾而計劃2021年2月開拍。維克拉姆在完成《眼鏡蛇》在俄羅斯的拍攝計劃後返回金奈，2021年3月10日展開本片的主要拍攝。電影原定在金奈、果阿和科代卡納爾拍攝。2021年4月29日，劇組雖然連續拍攝了約50天，但考慮到泰米爾納德邦各地COVID-19感染人數不斷上升，拍攝仍被迫暫停。至此，電影拍攝已完成一半。2021年6月下旬，據傳蘇布拉計劃於7月恢復本片的拍攝，整個劇組在拍攝前都接種了疫苗。
拍攝於2021年7月6日復工，劇組在甘吉布勒姆工作35天，隨後計劃在欽奈、果阿和大吉嶺進行另一次拍攝。2021年7月中旬，劇組前往大吉嶺進行最後的拍攝行程；涉及維克拉姆、杜魯夫和瓦尼·博揚的戲份均在此行程中。據8月9日的報導，杜魯夫的戲份均已完成拍攝。四天後（8月14日），本片據報導已殺青。2021年12月，維克拉姆和杜魯夫完成了各自的配音工作。
因COVID-19的影響，導致部分片段因無法如期完成而在最終剪輯階段被刪除，其中包括瓦尼·博揚的所有戲份。三段刪減鏡頭直到電影發行的100天後由官方在網上釋出，分別為博揚的鏡頭、一名女士在蘇拉（Sooraa）酒廠前的抗議，以及達達拜·納羅吉（Dadabhai Naoroji，杜魯夫飾演）與洛基·克里斯多夫（Rocky Christopher，桑南斯飾演）對談的加長版。

## 音樂
本片的原聲帶及配樂曲目由桑托什·納拉亞南譜寫，維韋克和穆薩米爾（Muthamil）作詞。原聲帶的譜寫於2021年3月展開，桑托什及其音樂團隊與泰米爾納德邦的本土民間音樂家合作錄製了第一首曲目。2021年4月，他開始為電影歌曲錄製人聲。12月中旬，杜魯夫為片中的一首歌獻聲。此前他也在《阿迪亞·瓦爾瑪》（2019年）錄製了一首歌，但媒體將他在《馬漢》的獻聲報導為其首支代唱歌曲。
2021年9月10日，索尼音樂印度發表了本片的首支單曲〈掠奪者〉（Soorayaatam），正逢象神節。此歌由V·M·馬哈林甘（V. M. Mahalingam）及桑托什和聲演唱，被Indiaglitz網站評為「質樸鄉村曲調與電子音樂的完美融合」。第二首單曲名為〈凡事對我皆佳〉（Evanda Enakku Custody），是首復古舞曲，2022年1月12日在龐格爾節前發表。第三首單曲〈走了〉（Pona Povura）發表於2022年2月2日；第四首單曲〈富有〉（Rich Rich）於2022年2月5日發表。第五首單曲〈錯失我〉（Missing Me）由杜魯夫作詞兼演唱，2022年2月8日發表。，第六首單曲〈我就是〉（Naan Naan）向維克拉姆致敬，2022年2月9日發表。
| 曲序     | 曲目             |                         | 歌手                              | 时长  |
| -------- | ---------------- | ----------------------- | --------------------------------- | ----- |
| 1.       | 掠奪者（Soorayaatam）       | 穆薩米爾（Muthamil）            | V·M·馬哈林甘（V. M. Mahalingam）、桑托什·納拉亞南 | 4:41  |
| 2.       | 走了（）         | 阿薩爾·科拉爾（Asal Kolaar）       | 加納·穆圖（Gaana Muthu）、阿薩爾·科拉爾      | 3:23  |
| 3.       | 富有（）         | 杜萊（）                | OfRo、杜萊                        | 3:05  |
| 4.       | 凡事對我皆佳（Evanda Enakku Custody） | 維韋克                  | 桑托什·納拉亞南                   | 3:32  |
| 5.       | 錯失我（Missing Me）       | 維韋克、杜魯夫·維克拉姆 | 杜魯夫·維克拉姆                   | 3:01  |
| 6.       | 我就是（Naan Naan）       | 維韋克                  | 桑托什·納拉亞南                   | 4:08  |
| 7.       | 嗯之歌（Umm Song）       | 維韋克                  | 阿迪亞·拉文德蘭（Aditya Ravindran）               | 2:55  |
| 总时长： | 总时长：         | 总时长：                | 总时长：                          | 24:48 |

## 發行
《馬漢》2022年2月10日在Amazon Prime Video上串流發行。電影的衛星版權出售給卡萊尼亞電視台，2022年8月31日下午1:30 IST（印度標準時間）首播，逢象神節。

## 反響

### 評價
《馬漢》的口碑在影評界正面居多。《印度時報》的M·蘇甘斯（M Suganth）給出了3.5／5星的評價，並評論：「值得慶幸的是，片中的情感博弈不斷升溫，演員們也奉獻了精彩的表演。維克拉姆似乎放鬆了很多，渾身散發著輕鬆的氛圍，代表他很享受自2010年《法外暴徒》以來的最佳演出。杜魯夫在許多場景中都與他旗鼓相當，證明比老對手更出色。西姆蘭、庫馬爾、辛哈與桑南斯也帶來了令人難忘的表演，為每場戲及電影整體加了分。」《印度教徒報》的普拉文·蘇德萬（Praveen Sudevan）評價道：「卡錫克·蘇布拉嘗試在難以承受自身重量的犯罪傳奇中反思道德及意識形態。」《印度斯坦時報》的哈里查蘭·普迪佩迪（Haricharan Pudipeddi）讚揚了演出陣容：「馬漢從維克拉姆身上汲取了極度不羈的表演，該角在片中跨越了五十多年，令人耳目一新。他的表演非常成熟，如此令人信服地接受了角色的缺陷及脆弱。杜魯夫·維克拉姆在當演員的第二次亮相中看起來更加自在。其處女作《亞俊·雷迪》翻拍版給人留下了深刻的印象，表演略顯誇張，非常貼合角色。鮑比·辛哈則扮演了重要的角色，雖然你在卡錫克·蘇布拉幾乎的每部片中都能看到他的身影，但每次都能給人帶來驚喜。」
《印度快報》的馬諾傑·庫馬爾·R（Manoj Kumar R）給本片打出3.5／5星評價，並評論：「作曲家桑托什·納拉亞南的背景配樂、攝影指導施雷亞斯·克里希納的攝影機豐富了卡錫克電影視覺的情緒與氛圍。如果卡錫克稍微放慢節奏，深入挖掘角色的時代差異及氛圍，《馬漢》有望成為他個人版本的《四海兄弟》。但無法否認這是部狗血的動作家庭劇，只是一定程度上捕捉了我們這時代的道德和精神鬥爭。」
The Quint網站的阿迪亞·施里克里希納（Aditya Shrikrishna）評論：「《馬漢》毫不遮掩大量引用莎士比亞主題。維克拉姆飾演的甘地在睡夢中變身成『無名客』，像《荒野大鏢客》中的克林·伊斯威特一樣大聲喊出『準備好三副棺材』。但在40歲生日當天偶然遇到了一名乞丐，受到嚴厲的訓斥，於是自己沒有家人陪伴的隔天，決定自己解決問題。卡錫克將乞丐作為主線轉變者，可謂奇怪的選擇，幾乎就像《馬克白》中的女巫或《哈姆雷特》的鬼魂一樣。」《德干先驅報》的維韋克·M·V（Vivek M V）將本片評為3／5星，指出「《馬漢》開頭引用了甘地的一句話：『如果自由不包括犯錯，那麼就不值得擁有。』卡錫克在嘗試獨特故事時所犯的錯誤或許能被原諒。但事實是自《終極舍監》以來，導演的技巧一直在退步。」
《今日印度》的賈納尼·K（Janani K）給出了3／5星的評價，並在影評中寫道：「《馬漢》本可是一部以父子之間的衝突為核心的黑幫劇。如果卡錫克·蘇布拉能夠在清晰的劇本中表達自身想法，本片可能會更好。」新德里电视台的賽巴爾·查特吉將《馬漢》評為2.5／5星，稱「馬漢人如其名地用雙手抓住了自由，雖然犯了一些錯誤，為了講述這則故事而倖存，受益於維克拉姆注入了飽滿的多面樣，其表演有助於緩和電影中的一些過激舉止。」蘇米雅·拉金德蘭在The News Minute網站撰文：「我希望電影不是一部黑幫傳奇，而是關於甘地主義的諷刺喜劇，一個男人身陷緊張的家庭之中並瞞著家人的冒險。」
第一郵報網站的阿莎梅拉·艾亞潘（Ashameera Aiyappan）給出了2／5星，在評論中寫道：「卡錫克·蘇布拉的電影總是帶有諷刺意味。在《冷酷的心》中，他在以喜劇演員為職業的黑幫中帶來了諷刺；《披薩》有個害怕鬼魂的人，編造了偉大的鬼故事來掩蓋盜竊事件。《女神》是關於女性賦權但透過男角色來講述的電影。甚至他在詩選劇《九情九繹》中的短片也從諷刺的角度——一場持續的戰爭，來看待『和平』。《馬漢》是名單中的最新成員，但因有缺陷的設定且情感深度不佳，並未成為非常令人難忘的作品。」Film Companion網站的蘭賈尼·克里希納庫瑪（Ranjani Krishnakumar）在影評中寫道：「長達兩小時四十二分鐘的《馬漢》是自我放縱且空洞的電影，說好聽的是惹人厭倦，說難聽則是令人髮指。」

### 獎項
| 獎項             | 頒發日期            | 類別               | 獲獎者或提名者  | 結果 | 來源   |
| ---------------- | ------------------- | ------------------ | --------------- | ---- | ------ |
| 南印度國際電影獎 | 2023年9月16日至15日 | 最佳泰米爾男主角   | 維克拉姆        | 提名 | [ 68 ] |
| 南印度國際電影獎 | 2023年9月16日至15日 | 最佳泰米爾男配角   | 杜魯夫·維克拉姆 | 提名 | [ 68 ] |
| 南印度國際電影獎 | 2023年9月16日至15日 | 最佳泰米爾音樂總監 | 桑托什·納拉亞南 | 提名 | [ 68 ] |

## 審查
卡錫克·蘇布拉在電影上映後的一次採訪中表示，片中部分批評殺害聖雄甘地的兇手南度蓝姆·高德西的對白受到了審查：「是像你這樣出於意識形態動機的暴力極端分子槍殺了甘地。」這句話被要求刪除，並被告知他能自由添加任何有關甘地的內容，但不得提及高德西。蘇布拉遵循了要求，但仍堅稱：「高德西是殺害國父的恐怖分子，但以我國目前的局勢來看，我擔心如果說出這個事實，將惹禍上身。」

## 備註
1. ↑  維克拉姆也憑藉同年的《龐妮·塞爾文（英语：Ponniyin Selvan: I）》入圍該獎項。

## 外部連結
- 互联网电影数据库（IMDb）上《馬漢》的资料（英文）